# Dasyses dinoptera
Dasyses dinoptera är en fjärilsart som beskrevs av László Anthony Gozmány. Dasyses dinoptera ingår i släktet Dasyses och familjen äkta malar. Inga underarter finns listade i Catalogue of Life.